# جریان تاجی

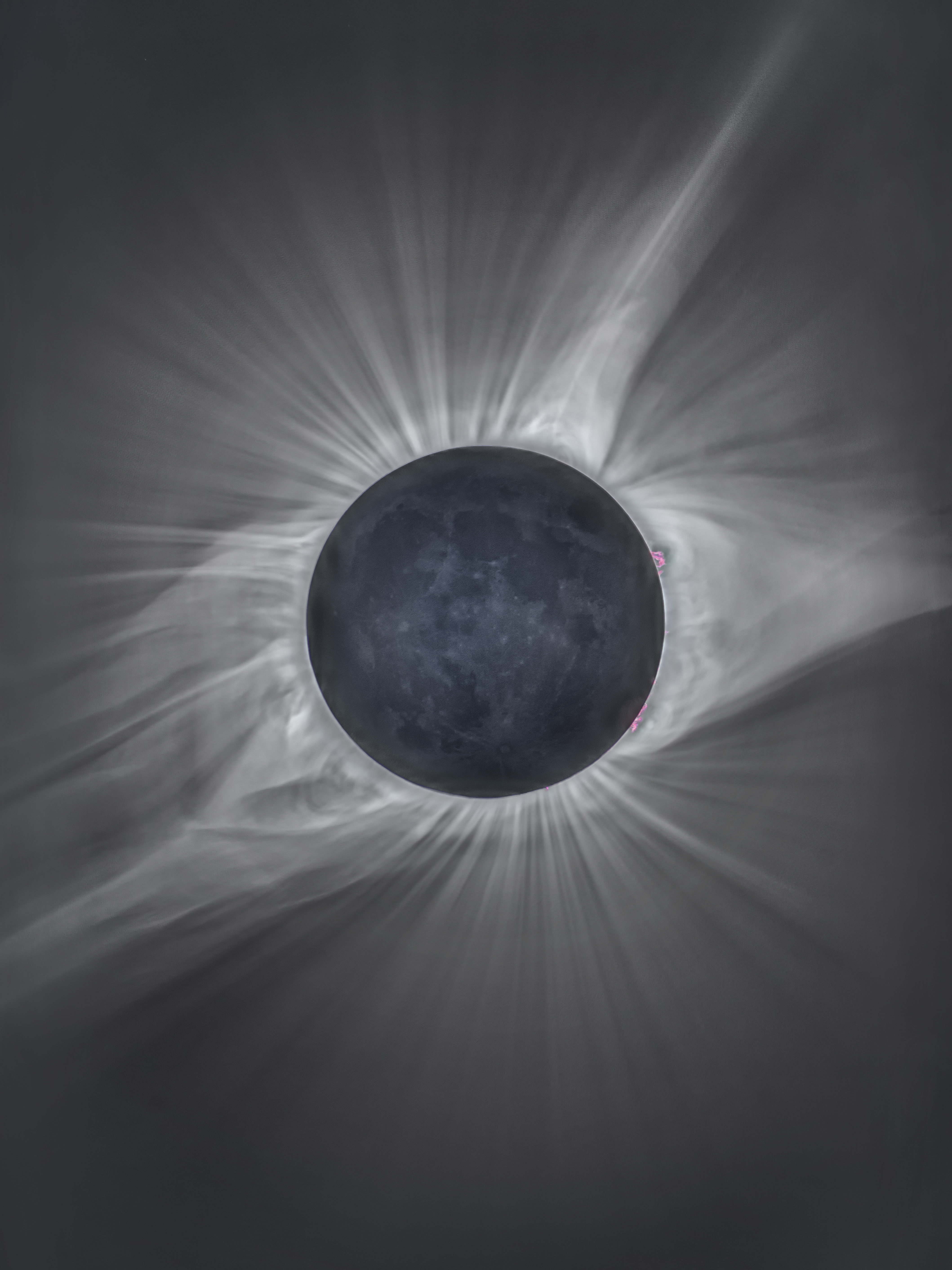
جریان‌های تاجی در طول یک خورشیدگرفتگی کامل، که با استفاده از تکنیک نوردهی ترکیبی عکاسی شده است تا هم تاج خورشید و هم ویژگی‌های سطح ماه جدید که با نور زمین روشن شده است را نشان دهد. تعدادی زبانه خورشیدی در اطراف لبه ماه قابل مشاهده است.

جریان تاجی (انگلیسی: Coronal streamer)، که به آن‌ها جریان کلاه‌خودی (انگلیسی: Helmet streamer) نیز گفته می‌شود، ساختارهایی کشیده و نوک‌تیزمانند در تاج خورشید هستند که اغلب در تصاویری که با دستگاه‌های تاج‌نگار نور سفید یا هنگام خورشیدگرفتگی ثبت می‌شوند، دیده می‌شوند. این ساختارها حلقه‌های بسته مغناطیسی هستند که بالای مرز بین نواحی با قطب‌های مغناطیسی مخالف در سطح خورشید قرار دارند. باد خورشیدی این حلقه‌ها را کشیده و به نوک‌های تیزی تبدیل می‌کند که می‌توانند تا یک شعاع خورشیدی یا بیشتر به داخل تاج خورشید گسترش یابند.
در زمان حداقل فعالیت خورشیدی، جریان‌های تاجی نزدیک‌تر به استوای خورشیدی قرار دارند، اما در زمان حداکثر فعالیت خورشیدی، به‌صورت متقارن‌تر در اطراف خورشید توزیع می‌شوند.

## ساختار

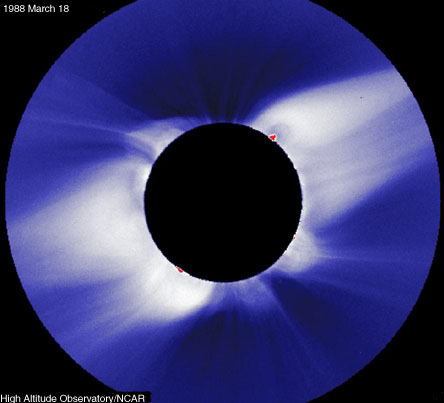
جریان‌های تاجی در نور سفید نسبت به پلاسمای تاج اطراف خود درخشان‌تر ظاهر می‌شوند.

جریان‌های تاجی پایه‌هایی نوک‌تیز دارند که به‌صورت شعاعی از خورشید به بیرون باریک می‌شوند و ساقه‌های بلندی را تشکیل می‌دهند. این پایه‌ها معمولاً تا ۱٫۵ شعاع خورشیدی از سطح خورشید امتداد دارند، در حالی که ساقه‌ها که توسط باد خورشیدی کشیده می‌شوند، می‌توانند تا چندین شعاع خورشیدی گسترش یابند.
جریان‌های تاجی توسط میدان‌های مغناطیسی بسته شکل می‌گیرند و در بالای مرزهایی که قطب‌های مغناطیسی مخالف را جدا می‌کنند، در نورسپهر خورشید قرار دارند. ساقه‌های باریک آن‌ها از میدان‌های مغناطیسی مخالف تشکیل شده‌اند که لایه‌های جریانی ایجاد می‌کنند. میدان‌های مغناطیسی باز و مخالفی که به حفره تاج خورشیدی در قسمت‌های پایین‌تر تاج متصل هستند، این ساقه‌ها را احاطه کرده‌اند.
درخشش نور سفید جریان‌های تاجی به دلیل چگالی بالای الکترون‌های پلاسمای محدود شده نسبت به تاج اطراف است. نور نورسپهر با پراکندگی تامسون از این الکترون‌ها پراکنده می‌شود و شدت نور پراکنده شده به تعداد الکترون‌ها در امتداد خط دید ناظر بستگی دارد.
گاهی اوقات حباب‌های کوچک پلاسما یا «پلاسمائیدها» از نوک جریان‌های تاجی آزاد می‌شوند و این یکی از منابع جزء کندتر باد خورشیدی است.

## چرخه خورشیدی
در حوالی کمینه خورشیدی، که نقطه حداقل فعالیت خورشیدی در طول چرخه خورشیدی ۱۱ ساله است، جریان‌های تاجی معمولاً در نزدیکی استوای خورشیدی و در ناحیه‌ای موسوم به «کمربند جریان‌ها» قرار دارند. در همین زمان، حفره‌های بزرگ تاجی در قطب‌ها حضور دارند. با افزایش فعالیت خورشیدی در نزدیکی بیشینه خورشیدی، جریان‌های تاجی به‌صورت متقارن‌تر در اطراف خورشید ظاهر می‌شوند.

## نقش در فوران جرم تاجی
با فوران یک جرم تاجی (CME)، جریان تاجی بالایی تغییر شکل داده و به لبه جلویی CME تبدیل می‌شود. به‌طور مشابه، حفره جریان تاجی به حفره CME و برجستگی جریان تاجی به هسته CME تبدیل می‌شود.

## جریان‌های شبه‌تاجی
ساختارهایی در تاج خورشید که مشابه جریان‌های تاجی هستند اما به حفره‌های دارای قطبیت مغناطیسی یکسان متصل می‌شوند، جریان‌های شبه‌تاجی نامیده می‌شوند.
این ساختارها اولین بار با استفاده از تاج‌نگارهای فضایی مشاهده شده و توسط «هوندهاوزن» (۱۹۷۲) «لایه‌های پلاسمایی» نامیده شدند. بعدها در سال ۲۰۰۳ توسط «ژائو و وب» به «جریان‌های یونی‌پلار» و در سال ۲۰۰۷ توسط «وانگ و همکاران» به «جریان‌های شبه‌تاجی» تغییر نام یافتند.
ساختار جریان‌های شبه‌تاجی در سال ۲۰۱۲ توسط رصدخانه پویایی‌شناسی خورشید مشاهده شد.
توپولوژی مغناطیسی جریان‌های شبه‌تاجی به این صورت توصیف شده است: «در پایه آن‌ها دو رشته دوقلو وجود دارد. این رشته‌های دوقلو به‌طور توپولوژیک به یکدیگر متصل هستند، یک نقطه خنثی و یک گنبد جداساز را به اشتراک می‌گذارند. در این حالت، دو مرز وارونگی قطبیت، میدان‌هایی را در میان خود دارند که قطبیتی مخالف با پیکربندی تک‌قطبی جهانی اطرافشان دارند (جریان شبه‌تاجی سه‌قطبی).»
یک ساختار مغناطیسی دوگانۀ منفرد که شامل جریان دوگانه/شبه‌تاجی بود، در تاج خورشیدی در ۵ تا ۱۰ می ۲۰۱۳ توسط ابزار SWAP ماهواره PROBA2 مشاهده شد. ساختار آن توسط محققان به این شکل توصیف شده است:
این ساختار شامل یک جفت کانال رشته‌ای در نزدیکی قطب جنوبی خورشید بود. در لبه غربی ساختار، ریخت‌شناسی مغناطیسی بالای رشته‌ها به‌صورت یک جریان دوگانه جانبی با میدان بازبین دو کانال بود. در لبه شرقی، ریخت‌شناسی مغناطیسی به‌صورت یک جریان شبه‌تاجی تاجی بدون میدان باز مرکزی بود.